# Букле

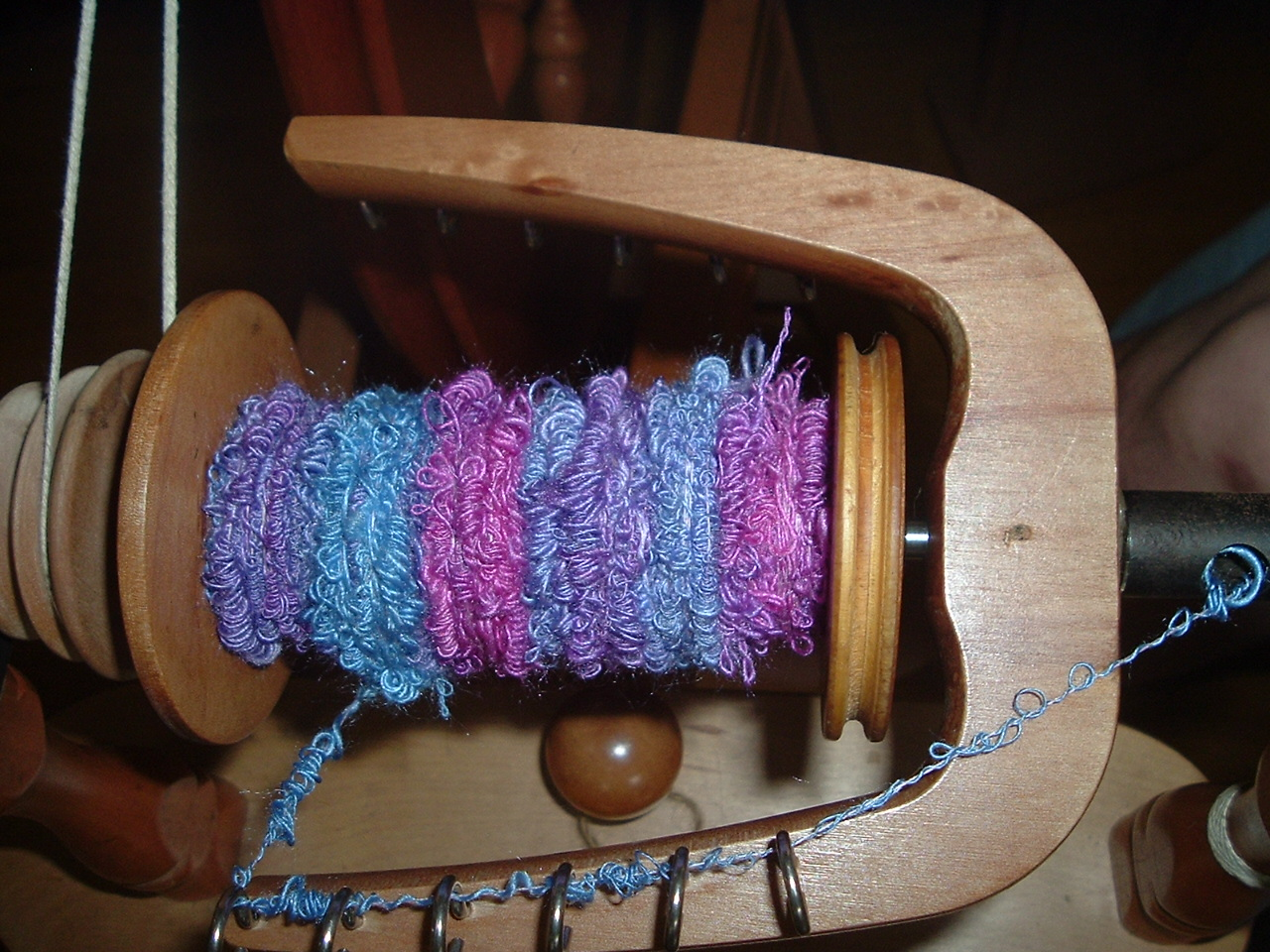
изготовление букле

Букле́ (от фр. boucler «завивать») — это пряжа или грубая ткань полотняного переплетения, изготовленная из фасонной пряжи, имеющей крупные узелки, расположенные на некотором расстоянии друг от друга, в основе и утке́ или только в утке, в результате чего ткань приобретает шишковатую поверхность. Некоторые виды этой ткани вырабатываются из крученой пряжи в основе и утке, мелкоузорчатым переплетением.
Пряжа состоит из длинных петель одинакового размера, которые могут варьироваться от крошечных кружков до крупных завитков. Чтобы сделать букле, объединяют по крайней мере две нити, при этом натяжение одной нити намного меньше, чем другой, когда она складывается, в результате чего свободная нить (известная как «эффектная пряжа») образует петли, а другая нить, выполняющая роль якоря.

## Машинное прядение
При машинном прядении пряжа букле может быть создана за один этап с использованием полого веретена. Это делается путем различной скорости подачи эффектной пряжи по отношению к основной пряже. Нити сердцевины наматываются на пряжу с эффектом либо свободно, либо туго, в зависимости от разницы в скорости подачи и степени используемой крутки. Равномерность петель контролируется изменением расстояния между точкой, где основные нити сходятся вместе, и направляющей. При увеличении расстояния эффект букле становится более неравномерным.

## Свойства
Букле обладает следующими свойствами:
- воздухопроницаемость;
- мягкость и легкость;
- хорошая теплопроводность;
- несминаемость;
- оригинальная объемная узелковая фактура.